# Turbonegro
Turbonegro (Турбонегро) — норвежская музыкальная рок-группа, музыка которой насыщена элементами музыкальных стилей хэви-метал и панк-рок, а тексты зачастую бывают политически некорректными.
Активно выступала с 1989 по 1998 год, затем после перерыва, первоначально грозившего стать концом карьеры, вернулась в 2002 году. С 2011 года выступает без ведущего вокалиста Хэнка фон Хелла. Стиль собственной музыки группа назвала «дэт-панк».

## Дискография
- Turboloid (1990; 12" EP)
- Hot Cars and Spent Contraceptives (1992)
- Helta Skelta (1993)
- (He’s A) Grunge Whore (1993; 10" EP)
- Never is Forever (1994)
- Ass Cobra (1996)
- Apocalypse Dudes (1998)
- Darkness Forever! (1999; концертный)
- Love It To Deathpunk (2001; сборник, вышедший в Австралии)
- Scandinavian Leather (2003)
- Party Animals (2005)
- Small Feces (2005; бокс-сет раритетных записей)
- Retox (2007)
- Sexual Harassment (2012)
- RockNRoll Machine (2018)